# Cuphea ramosissima
Cuphea ramosissima là một loài thực vật có hoa trong họ Lythraceae. Loài này được Pohl ex Koehne mô tả khoa học đầu tiên năm 1877.